# 盲人の治癒 (エル・グレコ、ドレスデン)

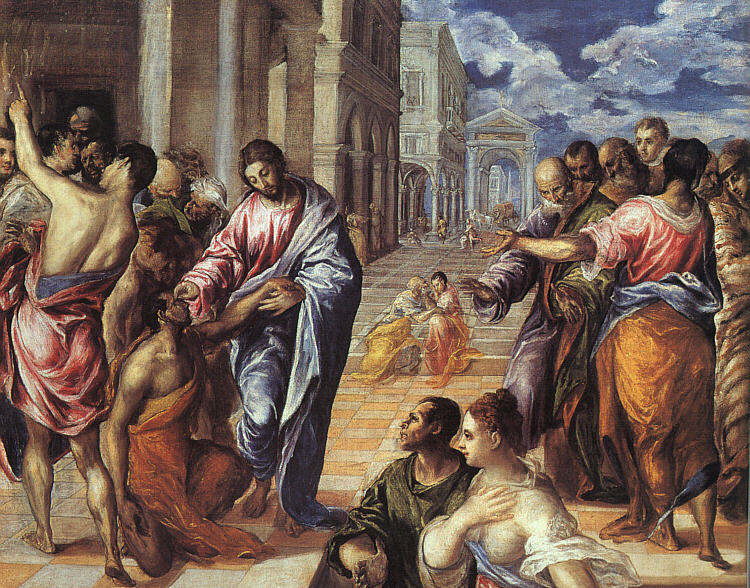
エル・グレコ『盲人の治癒』(1570年頃)、メトロポリタン美術館

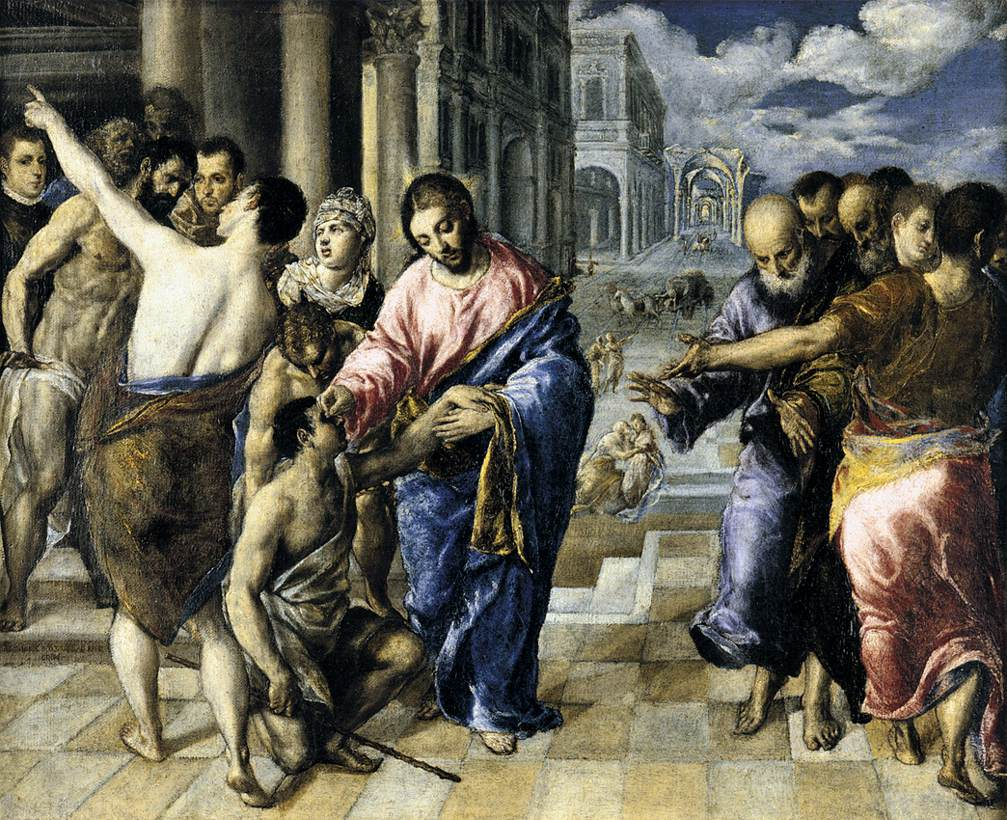
エル・グレコ『盲人の治癒』(1571-1572年頃)、パルマ国立美術館

『盲人の治癒』（もうじんのちゆ、西: La curación del ciego、英: Healing of the Man Born Blind) は、ギリシャ・クレタ島出身であるマニエリスム期のスペインの巨匠エル・グレコが板上にテンペラで制作した『新約聖書』主題の作品である。画家は1576年の後半、スペインに渡ったが、本作は画家がヴェネツィアに滞在していた1567-1570年頃に描かれた。同主題の作品は3点あり、本作がもっとも初期のもので、続いてメトロポリタン美術館所蔵の『盲人の治癒』、最後にパルマ国立美術館所蔵の『盲人の治癒』がローマで描かれたと思われる。現在、本作はドレスデンのアルテ・マイスター絵画館に所蔵されている。

## 主題
イタリア時代のエル・グレコの作品の中で、対抗宗教改革運動との関係、そして透視図法を駆使した構図という視点から特に注目される主題として「神殿を浄めるキリスト」と「盲人の治癒」がある。イエス・キリストが盲人の目を開くというこの奇跡の物語は『新約聖書』中の「マタイによる福音書」(20章29-34) を初め「マルコによる福音書」、「ルカによる福音書」に記述されている。「盲人の治癒」は中世以来、写本の挿絵や彫刻作品に登場しているが、「盲目」とは本来、「不信仰」を、またその「治癒」により「光」を与えることは真の「信仰」の啓示を象徴することから、対抗宗教改革の時期になると、この主題には不信仰の人々、あるいはプロテスタントの教義によって盲目にされた人々をカトリックのローマ教会が真の信仰に導くという新解釈が与えられ、ローマ教会の強い支持を得ることになった。

## 作品
同時代のイタリアで美術の研鑽を積んでいたエル・グレコにとって、この主題のように戸外で多くの人々が展開する場面を描くことは実験と試行錯誤の機会であったと考えられる。本作を含む同主題の3作品は、画家が16世紀ヴェネツィア派の巨匠ティントレット、ティツィアーノから熱心に学び取った成果を表し、かつてはヤコポ・バッサーノ、ヴェロネーゼ、ティントレットの作品と見なされたこともある。エル・グレコは、これらの作品で遠近法の欠如している故郷クレタ島のビザンチン美術の様式を放棄し、線遠近法によって特徴づけられる空間を用いている。また、16世紀の建築書や古代ローマの浴場跡をモデルとした建築モティーフを背景に、左右2つの群像を描く構図は画家の3点の同主題ヴァージョンに共通である。
3作の中で、もっとも初期のヴェネツィア時代の制作であると見られる本作には、そのことを裏付けるように板にテンペラという技法、画面手前の段差部分に置かれた袋や犬などのヴェネツィア的なモティーフが用いられている。版画から引用した人物に硬さが残っているところもヴェネツィア時代の制作であることを示している。とはいえ、作品は均衡のある構図が特色である。それは、キリストが片肌を脱いだ乞食のような盲人の目に手を触れるというメイン・テーマが左手に描かれ、盲人を制止しようとする弟子たちが広い空間を挟んで右手に描かれていることで達成されている。このような本作に対し、パルマ国立美術館にある作品は、背中を見せた半裸の人物像のポーズ、画面の不均衡、遠近法の誇張などにマニエリスム美術の影響が見られる。さらに、線遠近法の消失点にディオクレティアヌス帝の浴場跡を使用していることから、明らかに画家のローマ時代の制作であると見られる。